# Sophie von Hatzfeldt
Sophie von Hatzfeldt, född 10 augusti 1805, död 25 januari 1881, var en tysk socialist. Hon var Ferdinand Lassalles livspartner och grundade år 1867 det tyska socialistpartiet Lassalleschen Allgemeine Deutsche Arbeiterverein (LADAV). 